# From the Sounds Inside
| Оценки критиков | Оценки критиков |
| Источник        | Оценка          |
| --------------- | --------------- |
| Sputnikmusic    | [ 1 ]           |

From the Sounds Inside (с англ. — «Исходя из Звуков Внутри») — это первый Интернет-Альбом музыканта Джона Фрушанте. Альбом выпущен только в цифровой форме в интернете в Августе 2001, альбом можно было бесплатно скачать на сайте Фрушанте и включает материал, записанный во время записи To Record Only Water for Ten Days, большинство из песен были выпущены в черновом варианте или незавершённые. У песен не было официального названия, что привело к тому, что разные источники стали публиковать песни под разными названиями.

## Предыстория
Альбом был назван фанатами на конкурсе в 2001. Название альбома было результатом опроса среди фанатов, где оно выиграло с результатом в 36%. Два других названия, "2001 Internet Album" и "Live Above Hell" набрали 35% и 29% голосов.
В 2004 на Вопрос Ответе, Фрушанте ответил на вопрос об альбоме так:
"Я не знаю, что такое "From The Sounds Inside..."Джон Фрушанте
Альтернативные версии треков 1, 5, 11, 15, 16, и 19 коммерчески появились на To Record Only Water for Ten Days, Going Inside EP, и как саундтрек к фильму The Brown Bunny (2004). Оставшиеся 15 песен были эксклюзивом этого альбома.

## Список Композиций
Слова и музыка всех песен — Джон Фрушанте.
| №                   | Название                                                                   | Перевод                                                           | Длительность |
| ------------------- | -------------------------------------------------------------------------- | ----------------------------------------------------------------- | ------------ |
| 1.                  | «So Would Have I» (также известна как "So Would've I")                     | Я бы Тоже                                                         | 2:09         |
| 2.                  | «Three Thoughts»                                                           | Три Мысли                                                         | 3:25         |
| 3.                  | «I Go Through These Walls»                                                 | Я Прохожу Сквозь Эти Стены                                        | 1:54         |
| 4.                  | «Murmur»                                                                   | Роптать                                                           | 1:57         |
| 5.                  | «Saturation» (Unmastered Version)                                          | Насыщенность (Черновой Вариант)                                   | 3:03         |
| 6.                  | «Interstate Sex»                                                           | Секс между Штатами                                                | 4:38         |
| 7.                  | «Dying (I Don't Mind)»                                                     | Умираю (Я не Возражаю)                                            | 2:11         |
| 8.                  | «The Battle of Time»                                                       | Битва Времени                                                     | 2:21         |
| 9.                  | «With Love» (инструментал)                                                 | С Любовью                                                         | 1:47         |
| 10.                 | «I Will Always Be Beat Down»                                               | Я Всегда Буду Побеждён                                            | 2:02         |
| 11.                 | «Fallout» (Unmastered Version)                                             | Потрясение (Черновой Вариант)                                     | 2:10         |
| 12.                 | «Penetrate Time» (также известна как "Lou Bergs", "Low Birds", и "Purity") | Проникать во Время ("Лу Бёргс", "Низко Летящие Птицы", "Чистота") | 2:42         |
| 13.                 | «Slow Down»                                                                | Замедлиться                                                       | 3:00         |
| 14.                 | «Nature Falls»                                                             | Природа Падает                                                    | 1:56         |
| 15.                 | «Beginning Again»                                                          | Опять Сначала                                                     | 2:09         |
| 16.                 | «Leave All the Days Behind» (также известна как "Cut Myself Out")          | Оставь Все Эти Дни Позади ("Вычеркнуть Себя из Жизни")            | 1:56         |
| 17.                 | «Place to Drive»                                                           | Место для Езды                                                    | 1:32         |
| 18.                 | «How High»                                                                 | Как Высоко                                                        | 1:02         |
| 19.                 | «Fallout» (Demo)                                                           | Потрясение (Демо)                                                 | 2:12         |
| 20.                 | «Leaving You»                                                              | Покидаю Тебя                                                      | 1:04         |
| 21.                 | «Sailing Outdoors»                                                         | Плавание на Открытом Воздухе                                      | 1:31         |
| Общая длительность: | Общая длительность:                                                        | Общая длительность:                                               | 46:41        |

## Участники записи
- Джон Фрушанте — вокал, гитары, драм-машина, клавишные и синтезатор

Продюсирование
- Джон Фрушанте — продюсер, звукорежиссёр
- Джимми Бойл — сведение
- Владо Меллер – мастеринг (все песни, кроме 5 и 11)